# آل نیپون ایرویز

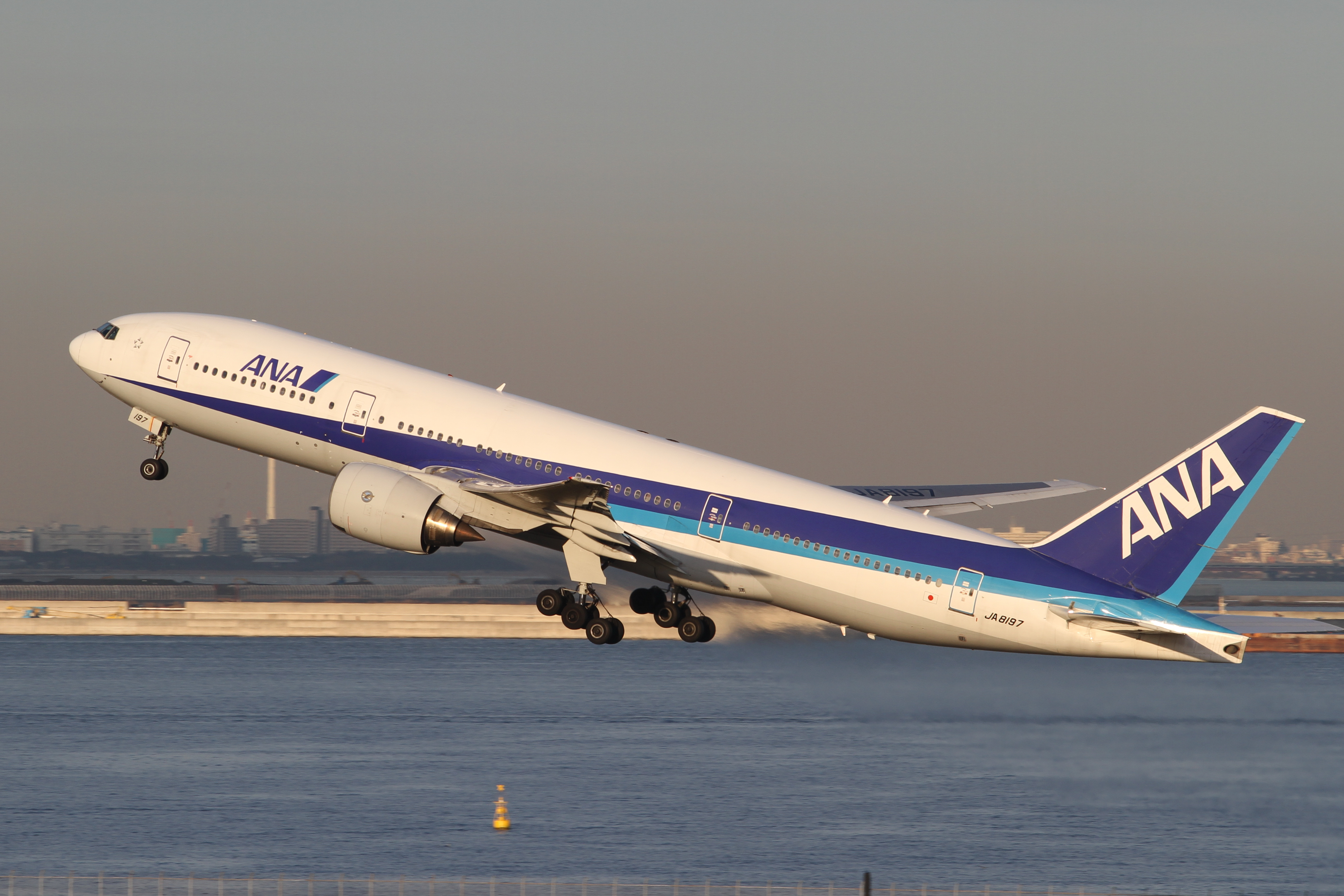
بوئینگ ۷۷۷ متعلق به آل نیپون ایرویز، در فرودگاه بین‌المللی توکیو

آل نیپون ایرویز (به ژاپنی: 全日本空輸株式会社) (به انگلیسی: All Nippon Airways) بزرگترین شرکت هواپیمایی ژاپنی است، که به‌اختصار آنا نامیده می‌شود و دفتر مرکزی آن در منطقه شیئودومه، میناتو، توکیو، قرار دارد. این شرکت از فرودگاه بین‌المللی ناریتا، فرودگاه هانه‌دا، فرودگاه بین‌المللی اوزاکا و فرودگاه بین‌المللی کانزای به‌عنوان قطب‌های شرکت هواپیمایی خود، استفاده می‌کند.
شرکت آل نیپون ایرویز در ماه دسامبر سال ۱۹۵۲ راه‌اندازی شد و در حال حاضر به بیش از ۴۹ مقصد داخلی ژاپن و ۳۲ مقصد بین‌المللی به صورت روزانه پروازهای مستقیم دارد. این شرکت هم‌اکنون مالک ۲۱۰ فروند هواپیمای مسافربری در ناوگان هوایی خود می‌باشد.
اولین خط هوایی جهان بود که پیشرفته‌ترین هواپیمای شرکت بوئینگ یعنی مدل ۷۸۷ را به کار گرفت.
سهام شرکت آل نیپون، در بازارهای بورس توکیو و بورس لندن معامله می‌شود. این شرکت از سال ۱۹۹۹ یکی از اعضای اتحاد استار الاینس به‌شمار می‌آید. آل نیپون ایرویز هم‌اکنون اسپانسر رسمی فدراسیون فوتبال ژاپن و نیز تیم ملی فوتبال ژاپن می‌باشد.
در سال ۲۰۱۶ سایت معتبر worldairlineawards که رده‌بندی‌های شرکت‌های هوایی در جهان را انجام می‌دهد، شرکت هوایی سنگاپور را به عنوان پنجمین خط هوایی برتر سال انتخاب کرد.

## مقصدهای پروازی

### قرارداد نماد مشترک
آل نیپون ایرویز با شرکت‌های هواپیمایی زیر قرارداد نماد مشترک دارد:
- ایر بوسان
- ایر کانادا
- ایر چاینا
- ایر دو
- ایر دولومیتی
- ایر ایندیا[۴]
- ایر ماکائو
- ایر نیوزیلند
- آلیتالیا[۵]
- آسیانا ایرلاینز
- آسترین ایرلاینز
- اویانکا
- بروکسل ایرلاینز
- هواپیمایی اتیوپی
- هواپیمایی اتحاد
- یورو وینگز
- اوا ایر
- گارودا ایندونزیا
- ایبکس ایرلاینز
- کاال‌ام
- لوت پولیش ایرلاینز
- لوفت‌هانزا[۶]
- اورینتال ایر بریج
- فیلیپین ایرلاینز
- هواپیمایی اسکاندیناوی
- شنژن ایرلاینز
- سنگاپور ایرلاینز
- سولاسید ایر
- هواپیمایی آفریقای جنوبی
- استارفلایر
- سوئیس اینترنشنال ایرلاینز
- تاپ پرتغال
- تای ایرویز اینترنشنال
- ترکیش ایرلاینز
- یونایتد ایرلاینز
- ویتنام ایرلاینز